# Ерік Лунд
Ерік Лунд (швед. Erik Lund, нар. 6 листопада 1988, Юнгшиле) — шведський футболіст, що грав на позиції захисника, зокрема, за «Гетеборг» та національну збірну Швеції.
По завершенні ігрової кар'єри — тренер. З 2021 року очолює тренерський штаб команди «Юнгшиле СК».

## Клубна кар'єра
У дорослому футболі 16-річний гравець дебютував 2005 року виступами за команду «Юнгшиле СК» з рідного міста, в якій того року взяв участь у 6 матчах чемпіонату.
Того ж 2005 року перебрався до системи англійського клубу «Астон Вілла», де спочатку займався в академії, а згодом грав за команду дублерів.
Не пробившись до складу головної команди клубу з Бірмінгема, 2008 року повернувся на батьківщину, уклавши контракт з «Гетеборгом», у складі якого провів наступні чотири роки своєї кар'єри гравця. 
2013 року був відданий в оренду до «Еребру», а наступного року перейшов до команди «Варбергс БоІС».
Завершував ігрову кар'єру у рідному «Юнгшиле СК», де протягом 2018–2020 років був граючим тренером.

## Виступи за збірні
Протягом 2008–2010 років залучався до складу молодіжної збірної Швеції. На молодіжному рівні зіграв в 11 офіційних матчах.
2010 року провів дві офіційні матчі у складі національної збірної Швеції.

## Кар'єра тренера
Завершивши витсупи на футбольному полі, залишився в системі рідного «Юнгшиле СК», обійнявши 2021 року посаду його головного тренера.

## Титули і досягнення
- Володар Кубка Швеції (1):

«Гетеборг»: 2008
- Володар Суперкубка Швеції (1):

«Гетеборг»: 2008